# Emanuel Pastreich

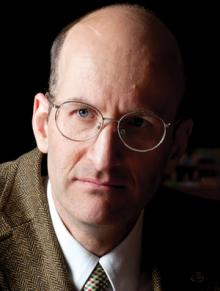
Emanuel Pastreich, 2012

Emanuel Pastreich (* 16. Oktober 1964 in Nashville, Tennessee) ist ein US-amerikanischer Literaturwissenschaftler und Leiter des Asien-Instituts sowie Direktor des Earth-Management-Instituts und Vizepräsident der privaten University of Brain Education in Seoul, Korea. Von 2011 bis 2016 arbeitete er als Professor für ostasiatische Literatur an der Kyung-Hee-Universität. Er schreibt und forscht über ostasiatische Literatur sowie über aktuelle Themen der Politik, Umwelt und Technologie.

## Werdegang
Pastreich besuchte die Lowell High School in San Francisco, danach von 1983 bis 1987 die Yale University, die er mit einem B.A. in Chinesisch abschloss. Danach studierte er an der National Taiwan University und an der University of Tokyo, an der er 1991 einen Magister in vergleichender Literatur erwarb. Er verfasste seine Magisterarbeit über Tanomura Chikuden auf Japanisch. Der Titel lautete Edo kôki bunjin Tanomura Chikuden: Muyô no shiga (The Late Edo Literatus Tanomura Chikuden; The Uselessness of Painting and Poetry). 1998 graduierte er mit einem Ph.D. über Ost-Asiatische Literatur von Harvard University. Als Assistenzprofessor lehrte er an der University of Illinois at Urbana-Champaign, an der George Washington University und der Solbridge International School of Business. Seit 2011 ist er Professor am College of International Studies der Kyung-Hee University in Südkorea.
Im Februar 2020 gab er als unabhängiger Kandidat seine Kandidatur für das Amt des Präsidenten der Vereinigten Staaten bekannt.

## Politische Arbeit im Öffentlichen Dienst
Pastreich hat von 2009 bis 2012 sowohl als Berater des Gouverneurs der Chungnam Province für Internationale Beziehungen gearbeitet, als auch für das Daedeok Innopolis Wissenschaftskolleg sowie als Komitee-Mitglied der Stadt Daejeon in den Bereichen Administration und ausländische Investitionen.

## Arbeitsbereiche
Pastreich ist Direktor des Asian Institute, einer NGO, die die Schnittstellen von Internationalen Beziehungen, Umweltproblemen und Technologie in Ost-Asien beleuchtet. Er hat von 2007 bis 2008 den Gouverneur der Chungnam Province in Internationalen Beziehungen und ausländischen Investitionen beraten. Davor, von 2005 bis 2007, war er Direktor des KORUS Haus, einer NGO für Internationale Beziehungen an der Koreanischen Botschaft in Washington, D.C. und Lektor von Dynamic Korea, einer Zeitschrift mit Fokus auf koreanische Kultur und Gesellschaft, die vom koreanischen Auswärtigen Amt herausgegeben wird. Zu Pastreichs Veröffentlichungen gehören Bücher über ostasiatische Literatur wie The Novels of Park Jiwon: Translations of Overlooked Worlds, The Visible Vernacular: Vernacular Chinese and the Emergence of a Literary Discourse on Popular Narrative in Edo Japan, Life is a Matter of Direction, not Speed: A Robinson Crusoe in Korea, und Scholars of the World Speak out About Korea's Future sowie eine Serie von Diskussionen mit Francis Fukuyama, Larry Wilkerson und Noam Chomsky über aktuelle Themen Korea betreffend.

## Werke
- The Novels of Park Jiwon: Translations of Overlooked Worlds. Seoul National University Press, Seoul 2011, ISBN 978-89-521-1176-0 (englisch).
- The Visible Mundane: Vernacular Chinese and the Emergence of a Literary Discourse on Popular Narrative in Edo Japan. Seoul National University Press, Seoul 2011, ISBN 978-89-521-1177-7 (englisch).
- Insaeng eun sokudo anira banghyang ida: Habodeu baksa eui hanguk pyoryugi. (Life is a Matter of Direction, Not of Speed: Records of a Robinson Crusoe in Korea.) Nomad Books, Seoul 2011, ISBN 978-89-91794-56-6 (koreanisch).
- Segye seokhak hanguk mirae reul mal hada. (Scholars of the World Speak Out About Korea’s Future.) Dasan Books, Seoul 2012, ISBN 978-89-6370-072-4. (korean.)
- Han'gukin man moreu neun dareun daehan min'guk (A Different Republic of Korea—About Which Only Koreans are Ignorant) (2013). Seoul: 21 Segi Books. ISBN 978-89-509-5108-5 (koreanisch).